# 神星記ヴァグランツ
『神星記ヴァグランツ』（しんせいきヴァグランツ）は原作：ヴォクソール・プロ、作画：麻宮騎亜による日本のSF漫画作品。『コンプティーク』1986年2月号から1988年4月号まで連載された。

## 概要
麻宮騎亜の漫画家デビュー作。重なり合った汎世界（パラレルワールド）をシフト（転移）で渡り歩く、放浪者「ヴァグランツ」の美女テレスと出会ったことで異世界に飛ばされた少年ライが、物理法則の異なる様々な世界で出会いと戦いを繰り広げるSF活劇である。連載初期は漫画本編の後に原作のヴォクソール・プロによる設定の解説コーナーがあったが、途中から無くなり、単行本にも収録されていない。
ヴォクソール・プロの身元については単行本の著者プロフィールに「理科畑のアーティストによって構成されるストーリー・メーカー集団」とあるだけで、他に著作が無いために詳細は不明だが、連載中に『コンプティーク』に掲載された麻宮のイラストコラムでは、某大学のSFサークルと書かれている。また、同コラムでは、途中から麻宮が原作を無視して勝手に描いているとのコメントもあった。
Magazine MEGU 1996年10月号の阿部紀之インタビューに「学生の頃にマンガの原作みたいなのを友達と書いていたんです。～中略～ 『月刊コンプティーク（角川書店）で連載していた『神星記ヴァグランツ』です」という記述がある。。

## あらすじ

### 第1部
21世紀の海上都市に住む14歳の少年ライは、ヴァグランツの美女テレスの逃避行に巻き込まれ、自分の世界から引き離されてしまう。ライを必ず元の世界に送り届けると誓うテレスであったが、敵対するヴァグランツの襲撃によってライはテレスとはぐれ、全く見知らぬ世界「トゥール」へと一人飛ばされる。
その地は剣と魔法の存在する世界であり、戦乱が起ころうとしていた。様々な人々の思惑の入り乱れる中、ライは自らの在るべき姿を模索しながら生き延びるが、その一方で世界を滅ぼそうと目論む邪悪な霊の存在が明らかになる。
そして、最終決戦。ライはトゥールを救うべく、邪悪な霊を巻き込みながら、自らの力で別世界へとシフトしていくのであった。

### 第2部
星の自転が止まり砂漠と氷河で覆われた地で少数の人々が暮らす、名もない世界へと辿り着いていたライは、その地でランキンという老人に拾われ、退屈かつ平穏な日々を暮らしていた。しかし、ランキンもまたヴァグランツであり、自分の意思では自由にシフトを行えない出来損ないのヴァグランツ「ビオサバール」であるライをテストしていたのだ。一方、自分と同様のビオサバールである少女ペレイラと出会ったライは彼女と心を通わすが、ライを追ってテレスもこの地へと辿り着いていた。テレスは、ライがビオサバールであることを知ると、ビオサバールの存在を認めないというヴァグランツの掟に従い、彼を殺そうとする。テレスの情け容赦無い攻撃によってペレイラとランキンは命を落とすが、死闘の中でライのヴァグランツとしての資質が覚醒。戦う理由の無くなったテレスはライを抱き締め、涙を流す。
和解の後、テレスはライが元いた世界に彼と共に向かうが、ヴァグランツの一派である「バーデンサルサ」は彼らに警告する。ライがいた世界の周辺は、巨大なコンピュータネットワークが隣接する世界の自己と繋がることで複数の世界に跨る超知性が誕生しつつあり、世界に属さない異分子であるヴァグランツを排除しようとしていると。だが、その世界には全ての汎世界の中心に至る「賢者の道」の入り口が存在するとされ、テレスの真の目的も賢者の道の捜索であった。間もなく独断でバーデンサルサを離れたテレスは、一人でライの世界を目指す。ライはテレスを追うが、それはバーデンサルサの思惑の内であり、彼らは囮にされていたのだった。
ライの世界に極めて近い資質を持つある世界で、「ビュスレン企業連合」と「アムラック連邦」の二大勢力の戦争が進行しつつある中、ビュスレンの囚われになったテレスを救うべくローランというハッカーに扮したライは、アムラック軍に潜り込むとアムラック連邦の最終手段である地球外移民作戦を支援するが、その一方では調整神「アコルディウス」と名乗る超知性が人工頭脳「フォーヴ」を通じ、遂に覚醒する。「未知への野心が人を滅ぼす」と告げるアコルディウスに対し、ライは「たとえ人を殺してでも未知の中に真実を追い求めるのが人間だ」と反論。その言葉に心動かされた人々がアコルディウスに対して果敢に戦いを挑む中、移民船団は地球から旅立っていく。
そして、ライとテレスの長い旅が始まる。

### 第3部
『コンプティーク』の予告では、新創刊される『コミックコンプティーク』（後の『コミックコンプ』）に連載されるとされていたが、実際に連載が始まったのは麻宮が単独で著作した『サイレントメビウス』であり、その後も執筆されないままになっている。

## 汎世界
いわゆるパラレルワールドであるが、全ての世界は原形（ジェネシス）となる世界から生まれたものであり、ヴァグランツ達はその原形世界へ至る「賢者の道」を追い求めている。
ヴァグランツが世界をシフトする際には、単純に世界を移動するだけではなく、その世界に合わせて自分自身や身に付けた物品・乗り物をその世界に合わせて変化させる。例を挙げると、ライが持っている銃は元いた世界ではレイガンだったが、剣と魔法の地であるトゥールでは火薬式の拳銃に変化している。また、その世界の言葉も正しい手順でシフトを行うことで、自然と身に付けることが出来る。自分自身が身に付けた形質（言語や超能力）は、別世界でも使用可能。
ちなみに、これらの汎世界の設定はロジャー・ゼラズニィ作のファンタジー小説『真世界アンバー』に酷似している。

## 単行本
1. ISBN 978-4049260014
2. ISBN 978-4049260052